# Ева Бірнерова
Ева Бірнерова (чеськ. Eva Birnerová; нар. 14 серпня 1984) — колишня чеська Тенісистка.
Здобула три парні титули туру WTA. 
Найвищу одиночну позицію рейтингу WTA — ранг 59 досягнула 29 січня 2007, парну — ранг 52 — 21 травня 2012 року.
Завершила кар'єру 2018 року.

## Фінали турнірів WTA

### Одиночний розряд (0–1)
| Легенда                             |
| ----------------------------------- |
| Турніри Великого шолома (0–0)       |
| Турніри WTA Tour (0–0)              |
| Premier Mandatory & Premier 5 (0–0) |
| Premier (0–0)                       |
| International (0–1)                 |

| Фінали за покриттям |
| ------------------- |
| Тверде (0–1)        |
| Ґрунт (0–0)         |
| Трава (0–0)         |
| Килим (0–0)         |

| Результат | Ранг | Дата            | Турнір                              | Покриття | Опонент       | Рахунок  |
| --------- | ---- | --------------- | ----------------------------------- | -------- | ------------- | -------- |
| Поразка   | 1.   | 17 вересня 2011 | Tashkent Open, Tashkent, Узбекистан | Тверде   | Ксенія Первак | 3–6, 1–6 |

### Парний розряд (3–6)
| Легенда                                      |
| -------------------------------------------- |
| Турніри Великого шолома (0–0)                |
| Турніри WTA Tour (0–0)                       |
| Tier I / Premier Mandatory & Premier 5 (0–0) |
| Tier II / Premier (0–0)                      |
| Tier III, IV & V / International (3–6)       |

| Фінали за покриттям |
| ------------------- |
| Тверде (1–4)        |
| Ґрунт (0–0)         |
| Трава (2–2)         |
| Килим (0–0)         |

| Результат | Ранг | Дата            | Турнір                                        | Покриття | Партнер            | Опоненти                              | Рахунок           |
| --------- | ---- | --------------- | --------------------------------------------- | -------- | ------------------ | ------------------------------------- | ----------------- |
| Поразка   | 1.   | 8 серпня 2005   | Nordea Nordic Light Open, Stockholm, Швеція   | Тверде   | Мара Сантанджело   | Емілі Луа Катарина Среботнік          | 4–6, 3–6          |
| Перемога  | 1.   | 7 серпня 2006   | Nordea Nordic Light Open, Stockholm, Швеція   | Тверде   | Ярміла Вулф        | Янь Цзи Чжен Цзє                      | 0–6, 6–4, 6–2     |
| Поразка   | 2.   | 18 вересня 2006 | Banka Koper Slovenia Open, Portorož, Словенія | Тверде   | Емілі Луа          | Луціє Градецька Рената Ворачова       | w/o               |
| Перемога  | 2.   | 17 липня 2011   | Gastein Ladies, Bad Gastein, Австрія          | Ґрунт    | Луціє Градецька    | Юлія Гергес Ярміла Вулф               | 4–6, 6–2, [12–10] |
| Перемога  | 3.   | 18 лютого 2012  | Copa Colsanitas Santander, Bogotá, Колумбія   | Ґрунт    | Олександра Панова  | Менді Мінелла Штефані Феґеле          | 6–2, 6–2          |
| Поразка   | 3.   | 5 травня 2012   | Hungarian Ladies Open, Budapest, Угорщина     | Ґрунт    | Міхаелла Крайчек   | Жанетта Гусарова Магдалена Рибарикова | 4–6, 2–6          |
| Поразка   | 4.   | 28 липня 2012   | Baku Cup, Baku, Азербайджан                   | Тверде   | Альберта Бріанті   | Ірина Бурячок Валерія Соловйова       | 3–6, 2–6          |
| Поразка   | 5.   | 23 лютого 2013  | Copa Colsanitas Santander, Bogotá, Колумбія   | Ґрунт    | Олександра Панова  | Тімеа Бабош Менді Мінелла             | 4–6, 3–6          |
| Поразка   | 6.   | 7 квітня 2013   | Monterrey Open, Monterrey, Мексика            | Тверде   | Тамарін Танасугарн | Тімеа Бабош Дате-Крумм Кіміко         | 1–6, 4–6          |

## Фінали ITF (19–13)

### Одиночний розряд (8–5)
| Легенда          |
| ---------------- |
| Турніри $100,000 |
| Турніри $75,000  |
| Турніри $50,000  |
| Турніри $25,000  |
| Турніри $15,000  |
| Турніри $10,000  |

| Фінали за покриттям |
| ------------------- |
| Тверде (3–2)        |
| Ґрунт (4–2)         |
| Трава (0–0)         |
| Килим (1–1)         |

| Результат | Ранг | Дата              | Турнір                       | Покриття   | Опонент           | Рахунок            |
| --------- | ---- | ----------------- | ---------------------------- | ---------- | ----------------- | ------------------ |
| Перемога  | 1.   | 17 вересня 2001   | Глазго, Велика Британія      | Тверде (i) | Софі Ерр          | 3–6, 7–5, 6–4      |
| Перемога  | 2.   | 25 лютого 2002    | Нью-Делі, Індія              | Тверде     | Пен Шуай          | 6–4, 7–5           |
| Перемога  | 3.   | 17 червня 2002    | Ленцергайде, Швейцарія       | Ґрунт      | Шанелль Схеперс   | 7–5, 6–4           |
| Перемога  | 4.   | 7 квітня 2003     | Дінан (Кот-д'Армор), Франція | Ґрунт (i)  | Зузана Ондрашкова | 1–6, 6–2, 6–3      |
| Перемога  | 5.   | 7 липня 2003      | Віттель, Франція             | Ґрунт      | Тетяна Пучек      | 6–4, 6–4           |
| Перемога  | 6.   | 17 листопада 2003 | Довіль (Кальвадос), Франція  | Ґрунт (i)  | Каміль Пен        | 6–4, 6–3           |
| Перемога  | 7.   | 30 січня 2006     | Ортізеї, Італія              | Килим (i)  | Марта Домаховська | 4–6, 7–5, 6–2      |
| Поразка   | 1.   | 6 вересня 2010    | Катовиці, Польща             | Ґрунт      | Магда Лінетт      | 6–3, 2–6, 2–6      |
| Перемога  | 8.   | 20 вересня 2010   | Шрусбері, Велика Британія    | Тверде (i) | Анна Кремер       | 7–6(7–1), 3–6, 6–0 |
| Поразка   | 2.   | 25 липня 2011     | Оломоуць, Чехія              | Ґрунт      | Настасья Барнетт  | 1–6, 3–6           |
| Поразка   | 3.   | 22 жовтня 2012    | Ісманінг, Німеччина          | Килим (i)  | Анніка Бек        | 3–6, 6–7(8–10)     |
| Поразка   | 4.   | 4 листопада 2013  | Стамбул, Туреччина           | Тверде (i) | Ксенія Первак     | 4–6, 6–7(4–7)      |
| Поразка   | 5.   | 9 грудня 2013     | Мадрид, Іспанія              | Тверде     | Амандін Есс       | 6–4, 0–6, 2–6      |

### Парний розряд (11–8)
| Легенда          |
| ---------------- |
| Турніри $100,000 |
| Турніри $75,000  |
| Турніри $50,000  |
| Турніри $25,000  |
| Турніри $15,000  |
| Турніри $10,000  |

| Фінали за покриттям |
| ------------------- |
| Тверде (2–2)        |
| Ґрунт (6–6)         |
| Трава (1–0)         |
| Килим (2–0)         |

| Результат | Ранг | Дата            | Турнір                                        | Покриття   | Партнер                | Опоненти                                  | Рахунок                 |
| --------- | ---- | --------------- | --------------------------------------------- | ---------- | ---------------------- | ----------------------------------------- | ----------------------- |
| Перемога  | 1.   | 12 жовтня 1998  | Нікосія, Кіпр                                 | Ґрунт      | Annette Zweck          | Galina Misiuriova Liina Suurvarik         | 6–3, 6–4                |
| Перемога  | 2.   | 30 жовтня 2000  | Мінськ, Білорусь                              | Килим (i)  | Alexandra Zerkalova    | Raissa Gourevitch Liudmila Nikoyan        | 2–4, 3–5, 5–3, 4–2, 4–0 |
| Поразка   | 1.   | 25 лютого 2002  | Нью-Делі, Індія                               | Тверде     | Яна Главачкова         | Choi Young-ja Kim Eun-ha                  | 7–6(7–4), 4–6, 3–6      |
| Поразка   | 2.   | 8 липня 2002    | Дармштадт, Німеччина                          | Ґрунт      | Dominika Luzarová      | Кірстін Фрає Андреа Гласс                 | 5–7, 2–6                |
| Перемога  | 3.   | 16 вересня 2002 | Тбілісі, Грузія                               | Ґрунт      | Габріела Навратілова   | Гульнара Фаттахетдінова Марія Кондратьєва | 6–4, 6–0                |
| Поразка   | 3.   | 7 липня 2003    | Віттель, Франція                              | Ґрунт      | Лібуше Прушова         | Юлія Бейгельзимер Тетяна Пучек            | 3–6, 2–6                |
| Перемога  | 4.   | 26 квітня 2004  | Кань-сюр-Мер, Франція                         | Ґрунт      | Любомира Бачева        | Руксандра Драгомір Антонія Матіч          | 4–6, 7–6(7–4), 6–3      |
| Поразка   | 4.   | 26 липня 2004   | Модена, Італія                                | Ґрунт      | Любомира Бачева        | Габріела Навратілова Міхаела Паштікова    | 2–6, 3–6                |
| Перемога  | 5.   | 13 жовтня 2008  | Сен-Рафаель (Вар), Франція                    | Тверде (i) | Луціє Градецька        | Gracia Radovanovic Рената Ворачова        | 6–4, 6–3                |
| Перемога  | 6.   | 12 квітня 2010  | Каїр, Єгипет                                  | Ґрунт      | Рената Ворачова        | Ксенія Мілевська Ленка Вєнерова           | 7–6(7–4), 6–4           |
| Перемога  | 7.   | 7 червня 2010   | Злін, Чехія                                   | Ґрунт      | Stéphanie Foretz Gacon | Тереза Гладікова Міхаела Похабова         | 7–5, 4–6, 6–4           |
| Перемога  | 8.   | 28 червня 2010  | Кунео, Італія                                 | Ґрунт      | Луціє Градецька        | Сорана Кирстя Андрея Клепач               | 3–6, 6–4, [10–8]        |
| Поразка   | 5.   | 13 вересня 2010 | Местре, Італія                                | Ґрунт      | Андрея Клепач          | Клаудія Джовіне Карін Кнапп               | 7–6(8–6), 5–7, [11–13]  |
| Поразка   | 6.   | 4 жовтня 2010   | Джунія, Ліван                                 | Ґрунт      | Андрея Клепач          | Петра Цетковська Рената Ворачова          | 5–7, 2–6                |
| Перемога  | 9.   | 6 червня 2011   | Ноттінгем, Велика Британія                    | Трава      | Петра Цетковська       | Регіна Куликова Євгенія Родіна            | 6–3, 6–2                |
| Поразка   | 7.   | 27 червня 2011  | Кунео, Італія                                 | Ґрунт      | Весна Долонц           | Менді Мінелла Штефані Феґеле              | 3–6, 2–6                |
| Перемога  | 10.  | 24 жовтня 2011  | Barnstaple, Велика Британія                   | Тверде (i) | Енн Кеотавонг          | Сандра Клеменшиц Татьяна Марія            | 7–5, 6–1                |
| Поразка   | 8.   | 12 березня 2012 | Нассау (Багамські острови), Багамські Острови | Тверде     | Енн Кеотавонг          | Жанетта Гусарова Каталін Мароші           | 1–6, 6–3, [6–10]        |
| Перемога  | 11.  | 17 лютого 2014  | Kreuzlingen, Швейцарія                        | Килим (i)  | Міхаелла Крайчек       | Александра Крунич Амра Садікович          | 6–1, 4–6, [10–6]        |

## Досягнення в одиночних змаганнях
| Турніри Великого шолома                |     |     |     |     |     |     |     |     |     |     |     |     |      |
| Відкритий чемпіонат Австралії з тенісу | A   | A   | 1р  | LQ  | 1р  | 3р  | A   | A   | A   | LQ  | 1р  | LQ  | 2–4  |
| Відкритий чемпіонат Франції з тенісу   | A   | 1р  | 1р  | 2р  | 1р  | 1р  | A   | A   | A   | LQ  | 1р  | LQ  | 1–6  |
| Вімблдонський турнір                   | A   | LQ  | 1р  | 1р  | 2р  | 1р  | A   | A   | LQ  | LQ  | LQ  | 3р  | 3–5  |
| Відкритий чемпіонат США з тенісу       | LQ  | LQ  | LQ  | 1р  | 2р  | LQ  | LQ  | A   | LQ  | LQ  | LQ  | LQ  | 1–2  |
| Перемоги-Поразки                       | 0–0 | 0–1 | 0–3 | 1–3 | 2–4 | 2–3 | 0–0 | 0–0 | 0–0 | 0–0 | 2–3 | 2–1 | 9–18 |

## Досягнення в парному розряді
| Турніри Великого шолома                |     |     |     |     |     |     |     |      |
| Відкритий чемпіонат Австралії з тенісу |     | 3р  | 1р  | 1р  |     | 2р  | 1р  | 3–5  |
| Відкритий чемпіонат Франції з тенісу   |     | 3р  | 1р  | 1р  |     | 1р  | 1р  | 2–5  |
| Вімблдонський турнір                   | 1р  | 1р  | 1р  |     |     | 1р  | 1р  | 0–5  |
| Відкритий чемпіонат США з тенісу       | 2р  | 2р  | 2р  |     | 1р  | 2р  | 1р  | 4–6  |
| Перемоги-Поразки                       | 1–2 | 5–4 | 2–4 | 0–2 | 0–1 | 1–2 | 0–4 | 9–19 |